# Geografia Papui-Nowej Gwinei

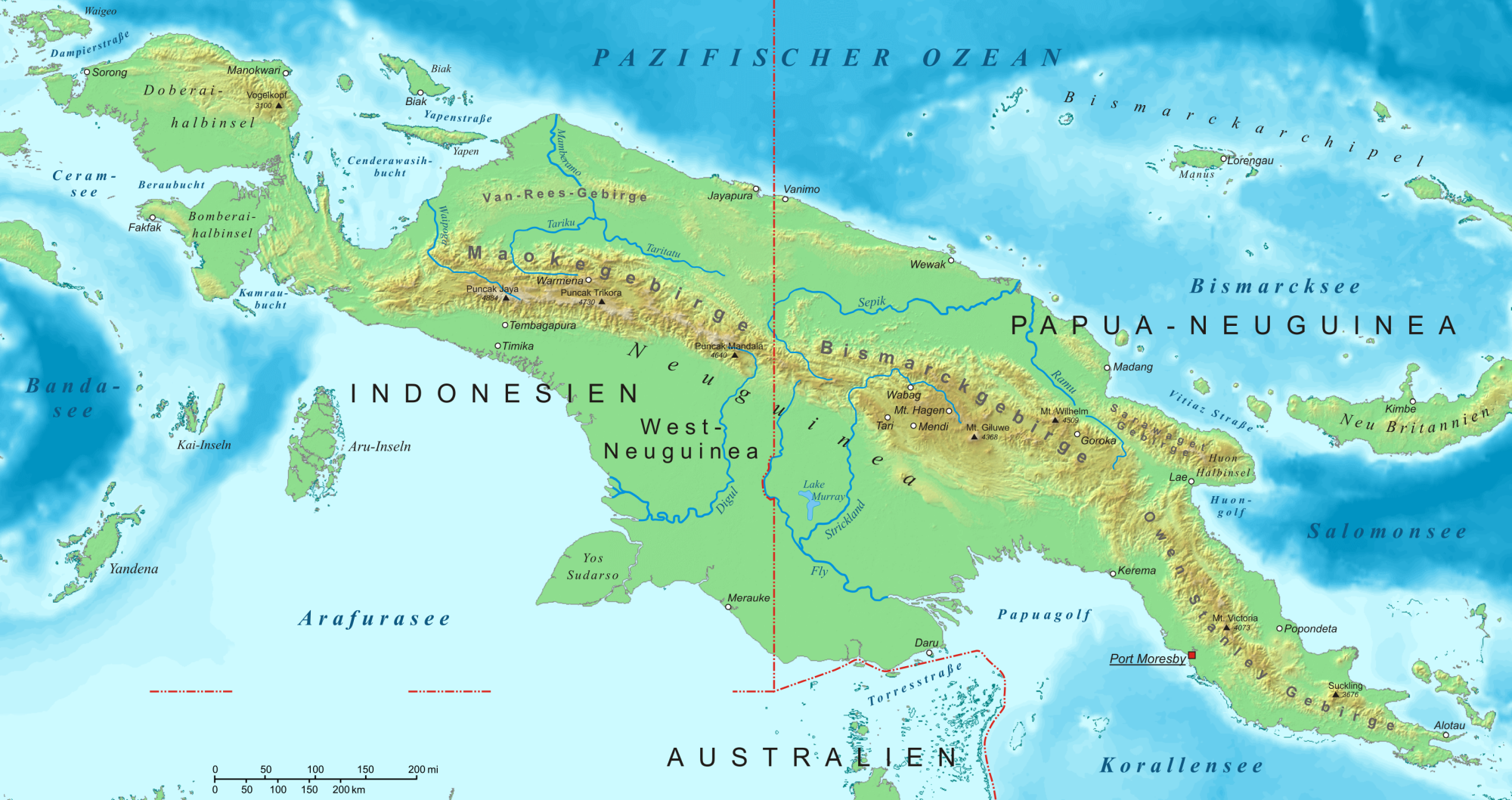
Łańcuch Gór Centralnych na Nowej Gwinei

Geografia Papui-Nowej Gwinei – dziedzina nauki zajmująca się badaniem Papui-Nowej Gwinei pod względem geograficznym.
Papua-Nowa Gwinea zajmuje wschodnią część wyspy Nowa Gwinea oraz sąsiadujące z nią archipelagi: Archipelag Bismarcka (Nowa Brytania 36 514 km², Nowa Irlandia 8651 km², Wyspy Admiralicji 2098 km²), północną część Wysp Salomona (Bougainville 10 049 km², Buka 611 km²), Wyspy Trobrianda (440 km²), Wyspy d’Entrecasteaux i Luizjady. Graniczy z indonezyjską prowincją Papua. Oblewają ją wody Oceanu Spokojnego: Morza Nowogwinejskiego i Salomona od północy i Koralowego od południa.

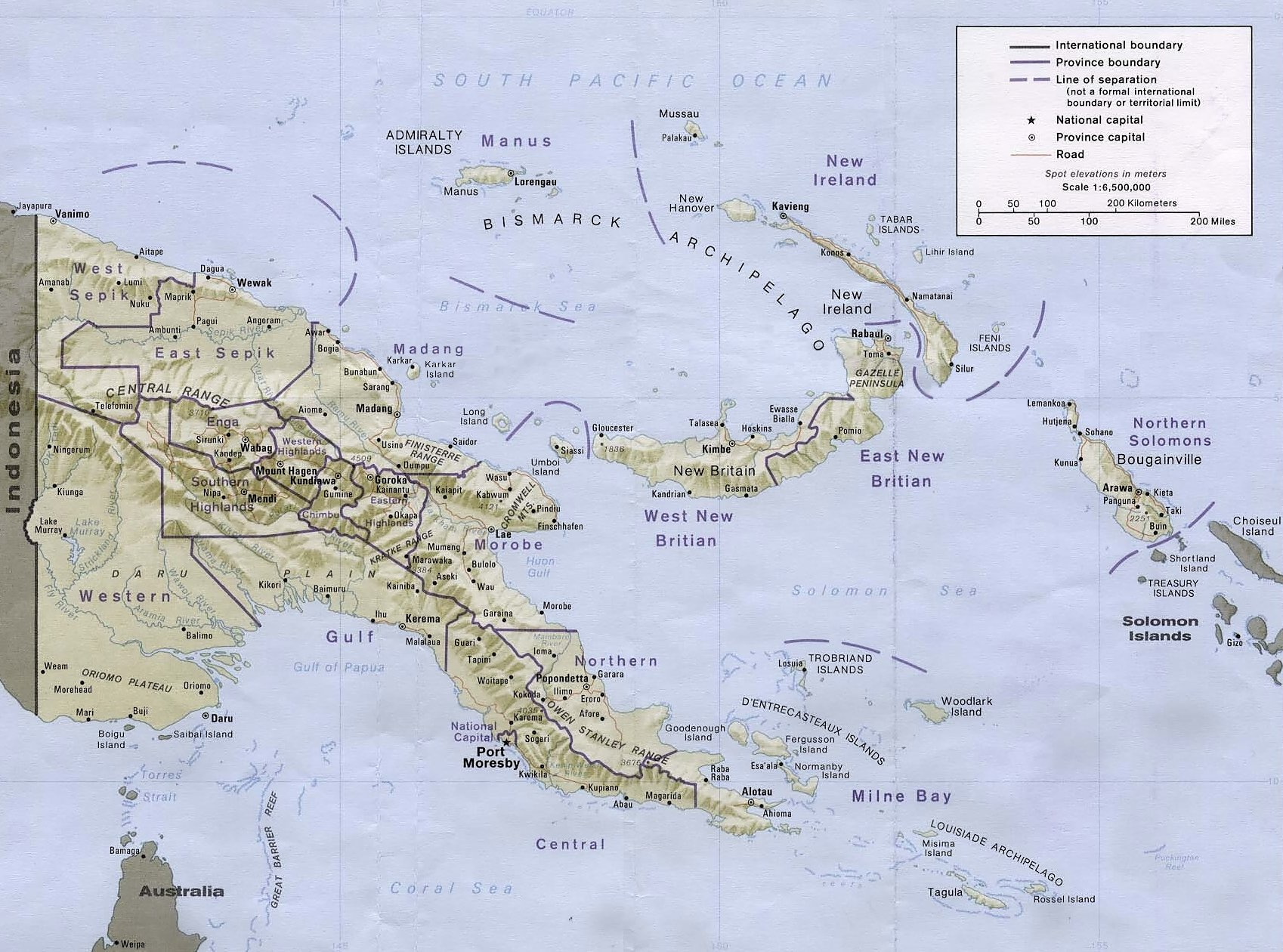
Mapa Papui-Nowej Gwinei

## Położenie, powierzchnia i granice
Papua-Nowa Gwinea leży na Oceanie Spokojnym, na południe od równika, oddzielona od Australii Cieśniną Torresa.
Zajmuje wschodnią część wyspy Nowa Gwinea oraz sąsiadujące z nią archipelagi: Archipelag Bismarcka (Nowa Brytania 36 514 km², Nowa Irlandia 8651 km², Wyspy Admiralicji 2098 km²), północną część Wysp Salomona (Bougainville 10 049 km², Buka 611 km²), Wyspy Trobrianda (440 km²), Wyspy d’Entrecasteaux i Luizjady (łącznie ok. 600 wysp). Jej łączna powierzchnia wynosi 462 840 km².
Graniczy z indonezyjską prowincją Papua a łączna długość granicy wynosi 824 km. Granica przebiega wzdłuż 141° południka, poza 80 km które biegną wzdłuż rzeki Fly.

## Najdalej wysunięte punkty Papui-Nowej Gwinei
Najdalej wysunięte punkty Papui-Nowej Gwinei to:
- Północ: wyspa Suf Island (0°52′ S, 145°31′ E),
- Południe: wyspa Vanatinai (znana także jako Sudest lub Tagula) (11°30′ S, 153°26′ E),
- Wschód: wyspa Rantan w Autonomicznym Regionie Bougainville (6°40′58″ S, 155°58′38″ E),
- Zachód: prawy brzeg rzeki Fly na granicy z Indonezją (5°46′ S, 141°29′ E) w Prowincji Zachodniej.

## Ukształtowanie powierzchni
Papua-Nowa Gwinea to kraj górzysty. Centralną część wyspy Nowej Gwinei, na której znajduje się Papua-Nowa Gwinea, zajmują Góry Centralne – łańcuch górski ciągnący się przez całą wyspę. Ma on wiele pasm, w tym wiele nienazwanych.
Większe pasma na terytorium Papui-Nowej Gwinei to (z północnego zachodu na południowy wschód):
- Star Mountains na granicy z indonezyjską prowincją Papua (najwyższy szczyt Mount Antares – 4170 m n.p.m. w Indonezji) z bocznym pasmem – Góry Wiktora Emanuela (Mount Wamtakin – 3658 m n.p.m.)[7]
- Góry Bismarcka z najwyższym szczytem Papui-Nowej Gwinei – Górą Wilhelma (4509 m n.p.m.)[8]
- Góry Owena Stanleya (Mount Victoria – 4073 m n.p.m.)[9]

Na północnym wschodzie Nowej Gwinei ciągnie się łańcuch Gór Nadbrzeżnych, oddzielony od Gór Centralnych dolinami rzek Ramu i Markham. Dzieli się on na pasma: Finisterre, Saruwaged (Bangeta –  4121 m n.p.m.), Rawlinson i Góry Cromwella.
Na północy i południu wyspy rozciągają się dwa największe obszary nizinne w dolinach rzek Fly i Sepik. Obszar na południu ma charakter bagnisty. W północno-zachodniej i południowo-zachodniej, w obrębie dolin rzecznych i w strefie nadmorskiej rozciągają się aluwialne i częściowo zabagnione równiny zalewowe. Obszary te są często wysunięte w morze przez działalność akumulacyjną rzek w strefie delt. Tereny nizinne zajmują niewielką część skupiając się jak wyżej wspomniano w zachodniej części kraju. Wąski pas nadbrzeżnych nizin ciągnie się na całej długości linii brzegowej. Na północy ciągnie się ponadto niskie pasmo Północnych Gór Przybrzeżnych nie przekraczające 2000 m n.p.m.
Na północy terytorium Papui-Nowej Gwinei znajduje się łuk wulkaniczny, rozciągający się od Wysp Schoutena do półwyspu Huon i dalej na wschód przez Nową Brytanię, gdzie się rozwidla – jedno ramię biegnie na północny zachód przez  Nową Irlandię i Wyspy Admiralicji a drugie na południowy wschód przez wyspy Buka, Bougainville oraz Wyspy Salomona.
Pozostałe większe wyspy są również górzyste i osiągają 2000–3000 m n.p.m.

## Geologia
Papua-Nowa Gwinea leży wzdłuż pacyficznego pierścienia ognia (ang. Pacific "Ring of Fire"). Na Nowej Gwinei i kilku sąsiednich wyspach wznosi się wiele czynnych wulkanów, m.in. Ulawun, Rabaul, Lamington czy Manam. Są to obszary sejsmiczne często nawiedzane przez trzęsienia ziemi. Ostatnie silne trzęsienie ziemi o sile 7° w skali Richtera nawiedziło obszar 17 lipca 1998 roku. Wywołane przez nie fale tsunami spowodowały śmierć 2,2 tys. osób.

## Klimat
Wszystkie regiony Papui-Nowej Gwinei leżą w strefie klimatu równikowego. Występuje piętrowość klimatyczna, powyżej 1500 m n.p.m. panuje górska odmiana klimatu równikowego, a ponad 1800 m n.p.m. klimat nabiera cech umiarkowanych. Na wysokościach ok. 3000 m n.p.m. klimat przechodzi w wysokogórską strefę.
Z uwagi na ilość opadów związaną z dwoma systemami wiatrów – pasatów i monsunów, wyróżnia się dwie pory roku – porę bardziej wilgotną od grudnia do marca (związaną z monsunem północno-zachodnim), mniej wilgotną od maja do października (z przewagą wiatrów południowo-wschodnich).
Na nizinach średnie maksymalne temperatury roczne wahają się od +30 to +32 °C, a minimalne od +23 and +24 °C. W partiach górskich temperatura za dnia utrzymuje się powyżej +22 °C bez względu na porę roku, a w nocy, na wysokości powyżej 2100 m n.p.m. często występują przymrozki. Średnia temperatura dobowa na nizinach to ok. +26 °C, a na wysokości 2500–3000 m — poniżej 10 °C.
Opady są obfite – roczna suma opadów waha się od 1500 mm do 7500 mm. Od 1000 do 2000 mm rocznie na południu Nowej Gwinei, 2500–4000 mm na północy oraz 6000 mm w Górach Centralnych. Równie wysokie opady występują na pozostałych wyspach kraju. Opady mają zróżnicowany charakter, w różnych rejonach kraju i w okresach roku mogą mieć postać opadów ciągłych jak i ulew. Często mają miejsce opady, gdzie w ciągu doby spada do 70 mm deszczu. Na wysokości 2500–3000 m występują opady ciągłe w postaci drobnego deszczu, niekiedy gradu. Obszar Papui nawiedzany jest przez sztormy tropikalne o dużym natężeniu.
| Miesiąc                                  | Sty  | Lut  | Mar  | Kwi  | Maj  | Cze  | Lip  | Sie  | Wrz  | Paź  | Lis  | Gru  | Roczna |
| ---------------------------------------- | ---- | ---- | ---- | ---- | ---- | ---- | ---- | ---- | ---- | ---- | ---- | ---- | ------ |
| Rekordy maksymalnej temperatury [°C]     | 31.8 | 31.5 | 31.4 | 31   | 30.8 | 30.1 | 29.7 | 29.9 | 30.4 | 31.3 | 32.1 | 32.2 | 31     |
| Rekordy minimalnej temperatury [°C]      | 23.1 | 23   | 22.9 | 22.7 | 22.8 | 22.1 | 21.7 | 22.0 | 22.3 | 22.8 | 22.8 | 23.1 | 22,6   |
| Opady [mm]                               | 184  | 193  | 212  | 137  | 72   | 48   | 26   | 31   | 33   | 37   | 67   | 130  | 1170   |
| Źródło: wetterkontor.de 14 stycznia 2018 |      |      |      |      |      |      |      |      |      |      |      |      |        |

## Hydrografia
Sieć rzeczna dobrze rozwinięta, rzeki liczne i zasobne w wodę. Największe rzeki są na Nowej Gwinei: Fly, Sepik, Ramu i Purari.

## Gleby
Papuę pokryją głównie gleby laterytowe i żyzne czerwonoziemy. W dolinach rzek występują gleby błotne i aluwia. Wyższe partie gór to tereny zajęte przez wyługowane lateryty i gleby górskie.

## Roślinność i świat zwierzęcy
Roślinność Papui-Nowej Gwinei ze względu na urozmaicone ukształtowanie terenu i różnice klimatyczne jest dość zróżnicowana, występuje wiele gatunków endemicznych, np. na wyspie Nowej Gwinei, ok. 2/3 gatunków roślin to gatunki endemiczne. Na ogół przeważają bujne i trudne do przebycia lasy równikowe. Na wybrzeżach znaleźć można gęste namorzyny, na podmokłych nizinach – równikowe lasy bagienne, w suchszych regionach – sawanny, na wyżynach – wiecznie zielone lasy podzwrotnikowe, a w górach – lasy z dębem, bukiem i sosną.
Świat zwierzęcy reprezentowany jest przez wiele gatunków endemicznych (np. motyle z rodzaju Hannara). Fauna zbliżona do australijskiej. W Papui żyją m.in. kangury, kolczatki i wiele gatunków gryzoni. Bogaty jest świat ptaków, ponad 500 gatunków. Charakterystyczne są takie ptaki np. kazuar hełmiasty czy ok. 40 gatunków chronionych ptaków rajskich.
Na wyspie Nowa Gwinea znajdują się dwa parki narodowe: Park Narodowy Varirata i Park Narodowy Mac Adam.